# Súdarshan chakra
En el marco del hinduismo, el súdarshan chakra es un anillo giratorio, un arma letal muy filosa, que sirve como atributo del dios Visnú.

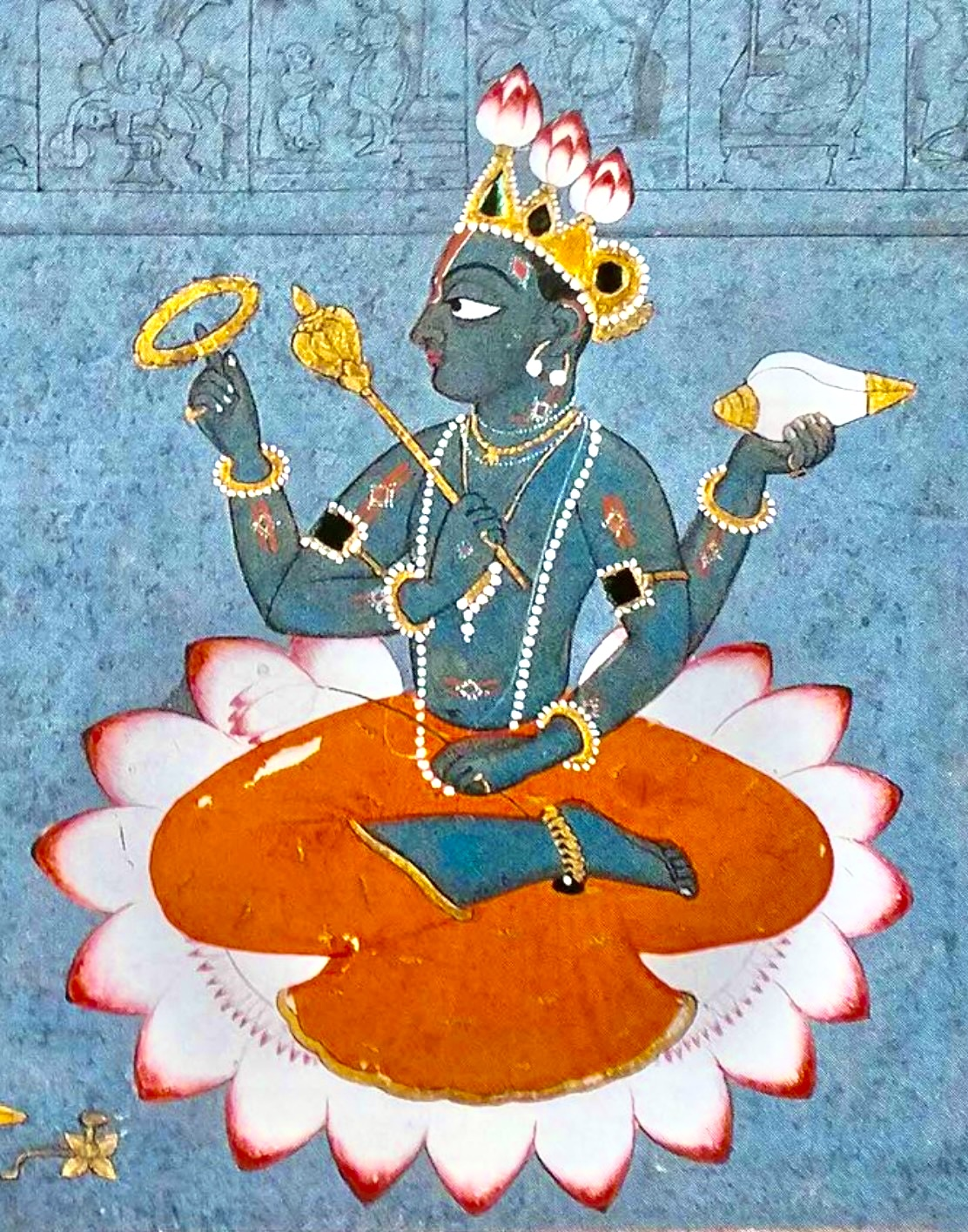
Una representación del súdarshan chakra se puede ver en el dedo índice de la mano derecha del dios Visnú. En la iconografía del hinduismo, la mano derecha es suchi (‘limpio’ en sánscrito) y se utiliza para comer o para tocar las escrituras, mientras que la mano izquierda es muchi (‘sucio’) se utiliza para tocar objetos sucios y para la higiene personal.

## Nombre sánscrito
- sudarśanacakra, en el sistema AITS (alfabeto internacional para la transliteración del sánscrito).[1]
- सुदर्शनचक्रम्, en escritura devanagari del sánscrito.[1]
- Pronunciación:
  - [sudarshaná chakrá] en sánscrito[1] o bien
  - [súdarshan chákra] o [sudárshan chákr] en varios idiomas modernos de la India (como el bengalí, el hindí, el maratí o el palí).

### Etimología
El término sánscrito súdarshan-chakra significa ‘hermoso-disco’.
- sudarshana: ‘que se ve fácil, muy visible, hermoso’
  - su: ‘muy’ o ‘fácil’, y
  - darshana: ‘visible’
- chakra: ‘disco, rueda, anillo (arma)’.

## Representación
El dios Visnú se retrata tradicionalmente con cuatro manos, que sostienen:
- el shankha (caracola, cuyo sonido da fuerza a los devotos).
- el chakra (un anillo ninja para decapitar demonios).
- el gada (una maza de oro, para aplastar las cabezas de los demonios).
- el padma (una flor de loto, para alentar a sus devotos).

Se representa al dios Visnú sosteniendo al chakra haciendo oscilar rápida y ligeramente el dedo índice de la mano derecha dentro del agujero central del anillo.
El súdarshan es considerado un símbolo de la iluminación espiritual, por lo tanto, en varias representaciones se lo muestra con un resplandor brillante.

## Origen del «súdarshan chakra»

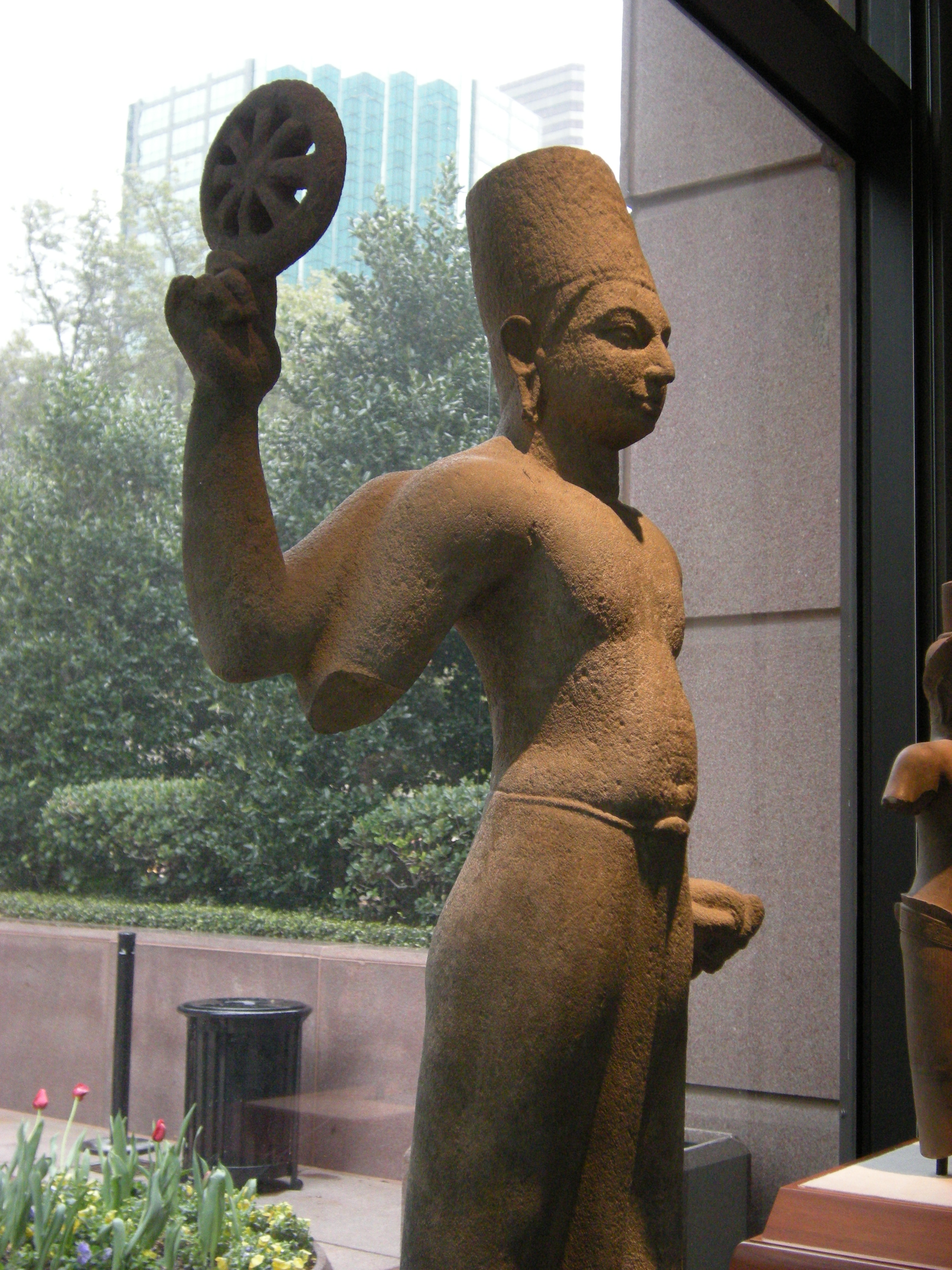
Escultura camboyana del dios Visnú (del siglo VII). Actualmente en poder del museo Trammell and Margaret Crow Collection of Asian Art, en Dallas (Texas). Nótese que el dios no sostiene el disco como describen las escrituras, sino que lo toma por el filo.

De acuerdo con una versión, el súdarshan chakra fue hecho por Vishuá Karma (el arquitecto de los dioses).
La hija de Vishuá Karma, Saraniu, se casó con Suria (el dios del Sol).
Debido al calor y el brillo del Sol, ella no podía ni acercarse a su esposo.
Se quejó ante su padre por este problema.
Vishuá Karma tomó el Sol e hizo que brillara un poco menos, para que su hija pudiera abrazarlo sin que él la abrasara.
Vishuá Karma recolectó el «polvo» sobrante e hizo tres objetos con él.
El primero fue el famoso vehículo aéreo pushpaka vímana, el segundo fue el trishula (tridente) del dios Shivá, y el tercero el súdarshan chakra del dios Visnú.

## En las escrituras sagradas hinduistas
El súdarshan chakra se menciona varias veces en los textos sagrados hinduistas, donde el dios Visnú decapitó a varios rakshasas, asuras y otras personas no hinduistas.
En el Majabhárata (texto épico-religioso del siglo III a. C.), el rey Krisna degolló al rey Shishupala porque este le insultó en muchas ocasiones.
De acuerdo con los Puranas, Visnú soltaba el anillo, que realizaba la tarea encomendada (generalmente decapitar a un pagano) y retornaba al dedo del dios.

### En el Tantra y en el Pancharatra samjita
En el Nárada-pañcha-ratra-samjita, y otros importantes textos tántricos, el súdarshan chakra se describe como una deidad protectora. El Ajir-budhnia-samjita lo describe como kriya-shakti de Visnú, similar a la diosa Laksmí.

## Leyendas
Los tres dioses que tienen la capacidad de manejar el chakra son el dios Shivá, su esposa la diosa Deví y el dios Visnú. Según una leyenda, fue el Shivá quien le regaló el chakra a Visnú.

### Shivá regala a Visnú el chakra
Para la protección del mundo, Visnú quería tener un arma que fuera muy poderosa. Para obtener el súdarshan chakra ―que el dios Shivá había creado para Yalandhara― Visnú quiso adorar a Shivá con mil flores de loto. Recolectó las flores y comenzó la adoración. Pero al final del conteo de flores, Visnú se dio cuenta de que le faltaba una flor para completar el millar. Bajo ninguna circunstancia quería interrumpir la adoración a Shivá, por lo que en el momento de ofrecer la última flor faltante, tomó una cuchara de la parafernalia, se arrancó un ojo y lo ofreció a cambio de la milésima flor. Deleitado por ese despliegue de devoción, Shivá le dio su disco a Visnú.
Así Visnú obtuvo su nombre Padmaksha (ojo de loto) debido a que ofreció su ojo para reemplazar un loto.

### Corte de Satí
El dios Visnú utilizó su disco para cortar en 52 pedazos a Satí (la esposa de Shivá), luego de que ella se suicidó cuando su padre insultó a Shivá en público.
El viudo Shivá, desconsolado, cargaba por todas partes el cuerpo muerto de su esposa.
Entonces Visnú la cortó en 52 partes y la repartió por toda Bharatvarsha (la India).
Cada lugar es conocido ahora como Shakti Pithas (templos de Shakti).

### El chakra también protege a devotos
Como el rey Ambarisha era un devoto del dios Visnú, cuando iba a ser asesinado por el malvado rishi Durvasa, el súdarshan chakra lo protegió y atacó a Durvasa.

## Personificación
En los tantras, la personificación del súdarshan chakra es adorada como un dios.
En forma de dios se describe con tres formas principales, con 8 manos, 16 manos y 32 manos. La forma más popular es la de 16 manos, en la que se muestra como un poderoso guerrero de pie,  con la pierna izquierda ligeramente doblada en una postura de movimiento) en el centro de las llamas que emite el chakra. Lleva ropa de color rojo, piel clara, cabello enmarañado de color amarillo que emite llamas y tres ojos dorados. Tiene colmillos y mirada iracunda. En sus 16 manos sostiene disco, caracola, lazo, pica, maza, hacha, lanza, palo, shatagní (‘cienfuegos’, arma que emite fuego por cientos de orificios), espada, shakti-vel (una lanza especial), arco, flecha, rayo, maza, maja y tridente. De esta manera es dador de dones de la victoria sobre los enemigos, la riqueza y la ausencia de enfermedad.
Sudarshana tiene sus propios poemas kavachas, stotra y sajasra-nama (‘mil nombres’).
El más famoso poema dedicado al Chakra es el Súdarshan-shataka, escrito por Kur Naraiana Yiiar.

## Otros nombres

Enseña estatal y naval de Siam (Tailandia) entre 1782 y 1813. Es una bandera roja con un súdarshan chakra de Visnú, el cual se usaba como símbolo de la Dinastía chakrí. La adoptó el rey Rama I (Buddha Yodfa Chulalok). Nótese que no había una especificación concreta para el diseño de esta bandera.

En idioma tamil, el súdarshan chakra se conoce como chakkrath azhwar (‘anillo de Dios’).
La Dinastía chakrí, que hasta 2009 reinó en Tailandia, recibe ese nombre en honor al arma de Visnú.